# Nothofagus alessandrii
El ruil (Nothofagus alessandrii) es un árbol caducifolio de la familia Nothofagaceae endémico de Chile y circunscrito a una pequeña área de la Cordillera de la Costa de la Región del Maule. Descubierto y clasificado en 1926 por Marcial Ramón Espinosa Bustos. A causa del escaso número de ejemplares, la destrucción de su hábitat y lo fragmentado de sus poblaciones su estado de conservación es "en peligro de extinción". 

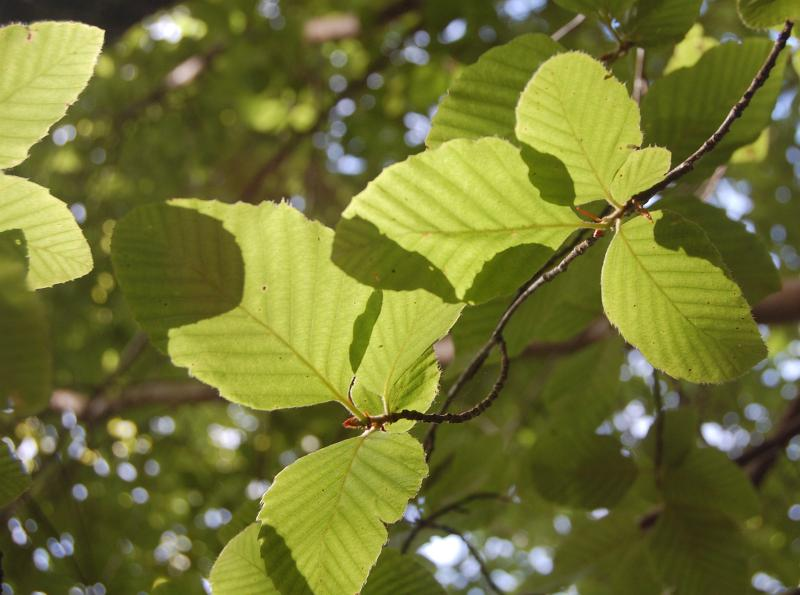
Follaje de Ruil.

## Descripción
Es un árbol de tronco recto y gris que, aunque intolerante a la sombra en etapas adultas, es altamente dependiente de condiciones de umbría y alta humedad durante etapas de crecimiento temprano. En etapas de adulto puede medir hasta 30 m de altura. Sus hojas son de forma ovada, ovada-cordiforme o lanceolada, con nervadura primaria notoria y borde dentado. Las flores son unisexuales y poco llamativas, de color verdoso.

## Distribución
El ruil se distribuye desde la localidad Altos de Huelón en la comuna de Curepto al norte hasta la comuna de Chanco al sur, específicamente en la Reserva Nacional Los Ruiles, cubriendo en línea recta una extensión de 88 km. En 1983 su cobertura forestal se estimaba en aproximadamente 825 hectáreas, aunque sin una delimitación clara. Sin embargo, en 1991, ésta disminuyó a 356 hectáreas, y en el año 2008 esta cifra nuevamente se redujo a 314 hactáreas. Más aún, los incendios forestales de 2017 profundizaron aún más su estado de conservación, afectando a más de la mitad de los remanentes. Como resultado, en el año 2022, la cobertura forestal de N. alessandrii se estimó en tan solo 146 hectáreas. Considerando las estimaciones establecidas entre 1983 y 2022, el área de distribución (en términos de cobertura) de los bosques de N. alessandrii disminuyó aproximadamente en ~679 hectáreas, lo que representa una pérdida de un ~82% de sus bosques en poco menos de 40 años.
En un área total que en 1991 no sumaba más de 3,5 km² y de acuerdo a estudios de 1998 la especie se encuentra dispersa en 185 poblaciones que en su mayoría tienen 1 o 2 hectáreas de superficie y están rodeadas de plantaciones comerciales de Pinus radiata (una especie introducida), y tierras de cultivos agrícolas y de ganadería de supervivencia, que dificultan la ampliación de su hábitat. El único sitio en que la especie está protegida por el Estado es la Reserva nacional Los Ruiles, creada con el fin expreso de protegerla.

## Taxonomía
Nothofagus alessandrii fue descrita por Espinosa y publicado en Revista Chilena de Historia Natural 32: 175. 1928.
Etimología
Nothofagus: nombre genérico compuesto de notho = "falso" y Fagus = "haya", nombrándolo como "falsa haya".
alessandrii: epíteto